# Charles-Joseph de Flahaut

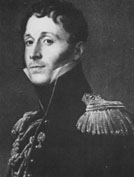
Auguste Charles Joseph de Flahaut

Auguste Charles Joseph, Graf von Flahaut de La Billardierie (* 21. April 1785 in Paris; † 1. September 1870 in Paris), war ein französischer Général de division, Diplomat und Adjutant Murats.

## Leben

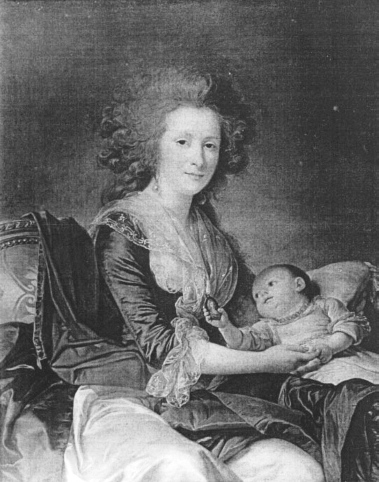
Die Gräfin de Flahaut mit Sohn Charles, gemalt 1785 von Adélaïde Labille-Guiard

Er wurde offiziell geboren als Sohn von Alexandre Sébastien de Flahaut de la Billarderie, Graf de Flahaut, guillotiniert in Arras im Februar 1793, und dessen Frau Adelaide Filleul, später Mme. de Souza. Tatsächlich soll aber Talleyrand sein Vater gewesen sein, wofür nicht nur die zeitlich passende Beziehung zu seiner Mutter spricht, in deren Salon der Abt Périgord verkehrte, sondern auch seine enge Zusammenarbeit mit Talleyrand bis zu dessen Tod 1838. Nach der Hinrichtung ihres Ehemanns nahm die Witwe Charles Joseph 1793 mit ins Exil, wo sie bis 1798 blieben. Nach der Rückkehr nach Frankreich trat er im Jahr 1800 als Freiwilliger der Armee bei und erhielt nach der Schlacht von Marengo, also noch im gleichen Jahr, sein Offizierspatent. Er wurde Adjutant von Joachim Murat und 1805 in der Schlacht von Landbach verwundet. Nach der Schlacht von Friedland erhielt er das Kreuz der Ehrenlegion, im Jahr 1807 kehrte er nach Paris zurück. Er dient im Krieg in Spanien im Jahr 1808, anschließend in Deutschland. Nach der Schlacht von Wagram wurde er Colonel befördert und zum Baron ernannt.
Während Napoleons Aufenthalt in Warschau 1807 hatte Flahaut mit Anna Poniatowski, Gräfin Potocka ein Verhältnis gehabt, das die Gräfin durch einen Umzug nach Paris weiterzuführen gedachte. Doch Flahaut war inzwischen eine Beziehung mit Hortense de Beauharnais eingegangen, der Stieftochter und Schwägerin Napoleons und von 1806 bis 1810 Königin von Holland. Ihrer beider Sohn war der am 21. Oktober 1811 geborene Charles Auguste Louis Joseph Demorny, der spätere Herzog von Morny, durch seine Mutter also Halbbruder des dreieinhalb Jahre älteren späteren Kaisers Napoleon III. Flahaut kämpfte mit Auszeichnung im Russlandfeldzug von 1812, wurde 1813 Brigadegeneral, Napoleons Adjutant und 1813, nach der Völkerschlacht bei Leipzig, Divisionsgeneral und auch mit der Grafenwürde belohnt. In der Schlacht bei Hanau zeichnete er sich durch eine verzweifelte Tapferkeit aus und wurde von Napoleon mit der Rolle eines Unterhändlers bei den Verbündeten beauftragt.
Nach Napoleons Abdankung im April 1814 unterwarf er sich der neuen Regierung, wurde aber dennoch im September aus dem Dienst entlassen. Er war in dieser Zeit ein beharrlicher Begleiter von Hortense, bis er durch Napoleons Rückkehr von der Insel Elba Anfang 1815 und die folgende Herrschaft der Hundert Tage reaktiviert wurde. Eine Gesandtschaft nach Wien, mit der er die Rückkehr von Marie Louise herbeiführen sollte, scheiterte, da er in Stuttgart verhaftet wurde. Bald danach ließ man ihn frei, der zurückgekehrte Kaiser ernannte ihn zum Pair und machte ihn zu seinem Adjutanten, unter anderem in der Schlacht bei Waterloo. Danach versuchte er sogar noch, Napoleon II. auf den Thron zu bringen. Talleyrands Einfluss bewahrte ihn davor, ins Exil geschickt zu werden, nicht aber, unter Polizeiüberwachung zu kommen. Er zog sich nach Deutschland und dann nach Großbritannien zurück, wo er Margaret, die Baroness Keith, Tochter des Admirals George Elphinstone, 1. Viscount Keith, kennenlernte und nach dessen Tod diese auch heiratete.
Der französische Botschafter, der gegen diese Ehe protestierte, erreichte nur, dass Flahaut sein Offizierspatent zurückgab. Seine älteste Tochter, Emily Jane Mercer Elphinstone de Flahaut, heiratete Henry Petty-Fitzmaurice, 4. Marquess of Lansdowne. Im Jahr 1827 kehrte die Familie nach Frankreich zurück. 1830 gab ihm Louis Philippe das Amt eines Generalleutnants und machte ihn zum Pair von Frankreich. 1831 war er für kurze Zeit Botschafter in Berlin, danach gehörte er zum Hof des Prinzen Ferdinand Philipp von Frankreich, des Herzogs von Orléans, in Antwerpen. 1837 machte man ihn zum Großstallmeister des Prinzen.
Nach dessen Tod 1841 wurde er als Botschafter nach Wien gesandt, wo er bis zur Februarrevolution 1848 blieb; als er aus dem diplomatischen Dienst entlassen wurde, zog er sich auch aus der Armee zurück.
Nach dem Staatsstreich Napoleons vom 2. Dezember 1851 wurde er – wohl dank seines Sohnes Demorny, des späteren Herzogs von Morny, er war nun Innenminister – erneut aktiv eingesetzt, wurde dann 1853 Senator sowie 1864 Großkanzler der Ehrenlegion, und von 1860 bis 1862 war er Botschafter am Hof von St. James’s, sein letztes Engagement für den französischen Staat.

## Ehrungen
Sein Name ist am Triumphbogen in Paris in der 32. Spalte eingetragen.